# Очкове
Очко́ве ― назва натуральної данини, що збиралася медом в Україні 16―18 ст. з податних груп населення. Походить від слова «очко» ― отвір, льоток у бджолиних колодах. До серед. 17 ст. розмір очкового залежав від кількості бджолиних колод, але не був сталим і коливався від 10 до 50 % медозбору. У період Української національної революції 1648―1676 рр. згадки про нього в джерелах зникли. На території Лівобережжя збір відновлено за гетьманування І. Мазепи (1687―1708). Поширення набув за гетьмана І. Скоропадського (1708―1722). Тоді очкове бралося з кожного десятого вулика. Коли ж вуликів у господаря було менше 10 ― грошима. 1723 р. Малоросійська колегія видала розпорядження про заміну збору медової десятини грошовим еквівалентом.